# Mibbit

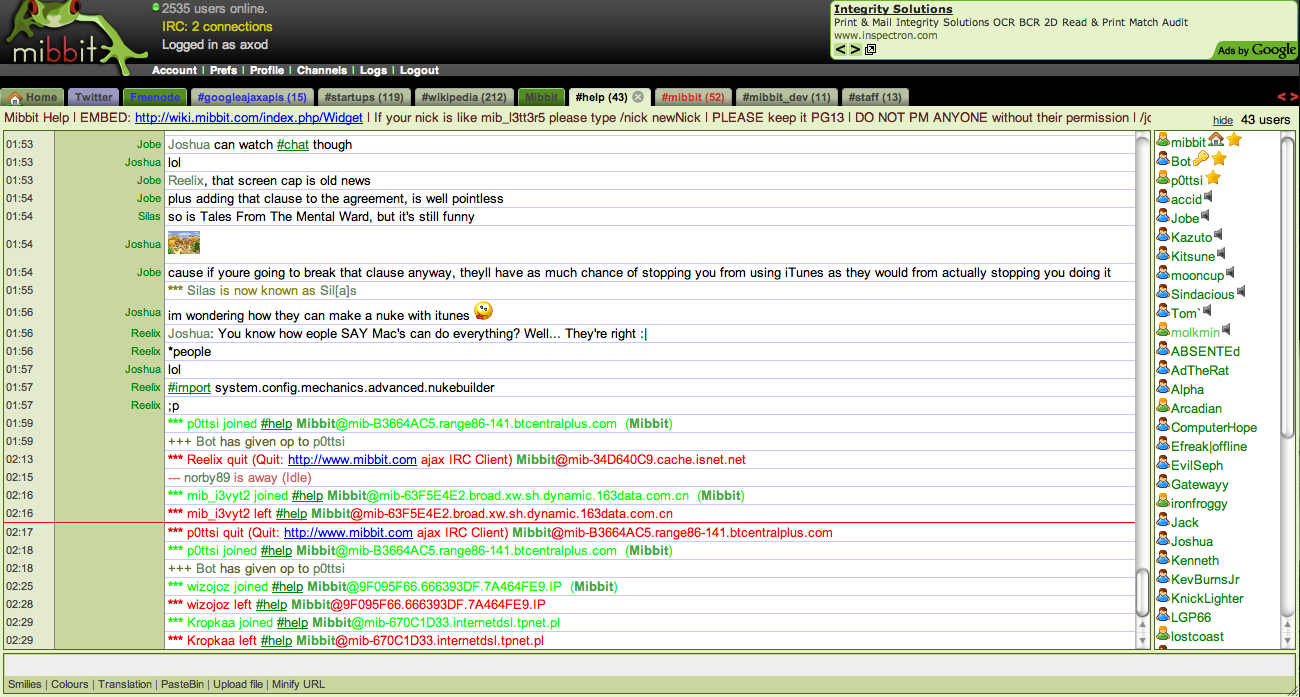
Screenshot de Mibbit

Mibbit est un client IRC pour navigateur web utilisant la technologie Ajax, permettant d'accéder au protocole IRC (Internet Relay Chat).

## Fonctions
Mibbit permet de se connecter à plusieurs serveurs et plusieurs canaux et cela, depuis la plupart des navigateurs, y compris sur les téléphones mobiles dernière génération, grâce au protocole IRC (Internet Relay Chat)
Il permet notamment d'accéder à un serveur IRC même si l'on se trouve derrière une connexion restreinte par un pare-feu ou un proxy (le port 6667, traditionnellement utilisé par IRC, étant très souvent bloqué, par exemple) : mibbit fournit son propre serveur en tant que « relais », un navigateur web suffit généralement pour se connecter sur les serveurs IRC les plus connus.
Il dispose en outre d'autres fonctionnalités, comme la traduction automatique de ce qu'envoie l'utilisateur et de ce qu'il reçoit (une quarantaine de langues sont prises en charge).